# جورج بيتس
جورج بيتس (بالإنجليزية: George Betts)‏ (1808 - 7 أكتوبر 1861) هو لاعب كريكت بريطاني (وحمل سابقاً جنسية المملكة المتحدة لبريطانيا العظمى وأيرلندا).

## وصلات خارجية
- جورج بيتس على موقع إي آس بي آن كريك إنفو (الإنجليزية)